# عبد الكريم عبد الله الشامي
عبد الكريم عبد الله علي الشامي هو شاعر وملحن يمني. ولد عام 1962 في مدينة صنعاء. تلقى تعليمه في مدينته، والتحق بجامعة صنعاء، وحصل على ليسانس شريعة وقانون. عمل في الخطوط الجوية اليمنية. عُين مديراً عاماً  بالهيئة العامة للمحافظة على المدن التاريخية في عام 2000 لمدة عام واحد ثم عاد لعمله السابق. مثل اليمن في باريس في مجال شعر الأغنية الصنعانية. له عدد من القصائد والألحان.